# Бюттикер, Рольф
Рольф Бюттикер (нем. Rolf Büttiker; род. 27 июня 1950, Вольфвиль) — швейцарский политический и государственный деятель, член (1991—2011) и президент (2005—2006) Совета кантонов.

## Биография
Родился 27 июня 1950 года в Вольфвиле, кантон Золотурн, Швейцария.
После окончания обучения Бюттикер занялся предпринимательской деятельностью, основав компанию «Wirtschaftsförderung Büttiker». В 1977 году он был избран в городской совет Вольфвиля, а спустя восемь лет возглавил город.
30 ноября 1987 года он вступил в должность депутата Национального совета Швейцарии в качестве члена «Свободной демократической партии», а 25 ноября 1991 года стал членом Совета кантонов Швейцарии от Золотурна. 28 ноября 2005 года Бюттикер был избран президентом Совета кантонов Швейцарии, пробыв на этом посту до 3 декабря 2006 года.
4 декабря 2011 года он оставил своё место в Совете кантонов, вернувшись к предпринимательской деятельности.